# Зальцбурзьке герцогство
Зальцбурзьке герцогство (нім. Herzogtum Salzburg) — цислейтанська коронна земля Австрійської імперії та Австро-Угорщини, 1849—1918. Її столицею був Зальцбург, інші міста: Цель-ам-Зее і Бад-Гастайн.
В 1803 році Зальцбурзьке архієпископство зазнало секуляризацію і було перетворене на Зальцбурзьке курфюрство, а у 1805 році князівство було приєднано до Австрійської імперії. Після наполеонівських війн, терен Зальцбургу керувалась з Лінца, як департамент Зальцах у складі ерцгерцогства Верхня Австрія.
Після революції 1848 року в Австрійській імперії, терен Зальцбургу було відокремлено від Верхньої Австрії і став новою коронною землею — Зальцбурзьким герцогством, у 1849 році. Який став частиною Австро-Угорщини в 1867 році.
З падінням імператорсько-королівської династії Габсбургів, у 1918 році територія Зальцбурзького герцогства увійшла у склад Німецької Австрії, а в 1919 — до складу Першої австрійської республіки.